# Юнии
Ю́нии (лат. Iunii) — древнеримский плебейский род, представителей которого знает уже предание царского периода. Основателем данного рода можно считать Марка Юния, потомка одного троянца, прибывшего с Энеем в Древнюю Италию; он был женат на Тарквинии, дочери Тарквиния Древнего и сестре Тарквиния Гордого, и имел двух сыновей — Марка и Луция, из которых первый был убит вместе с отцом по приказанию Тарквиния Гордого.
К более позднему времени относятся следующие представители Юниев:
- Луций Юний Брут, один из отцов-основателей Римской республики;
- Децим Юний Брут Сцева, первый из Юниев, занимавший консульскую должность;
- Гай Юний Бубульк Брут, консул 317, 313 и 311 гг. до н. э.;
- Марк Юний Брут, претор 191 до н. э. В 189 г. в числе 10 послов был командирован в Азию для организации завоеванной провинции;
- Децим Юний Брут Каллаик, сенатор;
- Децим Юний Брут, консул Республики в 77 году до н. э.;
- Децим Юний Брут Альбин (ок. 84—43 до н. э.), один из убийц Гая Юлия Цезаря;
- Луций Юний Брут Дамасипп, городской претор в 82 году, видный деятель марианской «партии». Убийца Публия Антистия, первого тестя Помпея;
- Марк Юний Брут, отец убийцы Цезаря, также марианец;
- Марк Юний Брут, сын предыдущего, претор 44 до н. э. Руководитель заговора против диктатуры Цезаря;
- Марк Юний Силан (ум. после 104 до н. э.), консул 109 года, потерпевший неудачу в борьбе с кимврами в Трансальпинской Галлии;
- Марк Юний Силан (возможно, носил когномен «Мурена»; ум. после 76 до н. э.), квестор 84 года до н. э., а после — проквестор в Азии (в 83—82 гг. до н. э.), управлявший в качестве проконсула провинцией Азия в 76 году до н. э. Участник 2-й Митридатовой войны. Возможно, по крови принадлежал к Лициниям Муренам;
- Марк Юний Силан (ум. после 53 до н. э.), легат Гая Юлия Цезаря на заключительной стадии Галльской войны (в 53 году до н. э.);
- Децим Юний Силан, консул 62 года до н. э., креатура Юлия Цезаря;
- Марк Юний Силан, сын предыдущего, консул 25 до н. э. вместе с имп. Октавианом;
- Юния Секунда, сестра предыдущего, была замужем за Марком Лепидом;
- Марк Юний Силан, ординарный консул Империи в 19 году;
- Луций Юний Силан (консул-суффект);
- Луций Юний Силан, претор, был обручён с дочерью императора Клавдия Октавией;
- Децим Юний Торкват Силан, также сенатор. Покончил жизнь самоубийством по приказанию Нерона за то, что хвалился родством с фамилией Августа.

Из Юниев, носивших другие прозвища, наиболее известны:
- Марк Юний Пера, диктатор в 216 году до н. э.;
- Луций Юний Пулл, консул 249 года до н. э.;
- Марк Юний Пенн (ок. 154 — после 126 до н. э.), народный трибун 126 года до н. э., занимавший, предположительно, должность эдила в 119 или 118 году до н. э.;
- Марк Юний Конг Гракхан (ок. 143[1]—60 до н. э[1].), историк и друг Гая Семпрония Гракха, занимавший должность народного трибуна, по разным версиям, в 124[2], 123[3][2] или 122 году до н. э[1].;
- Квинт Юний Блез, дядя Сеяна, легат Паннонии, проконсул Африки в 21 году;
- Луций Юний Галлион, брат Сенеки-младшего;
- Гай Юний, сенатор;
- Марк Юний Юнк[4], квестор, народный трибун и претор в неустановленное время[5];
- (Юний) Юнк Вергилиан[нем.] (ум. 48[6]), сенатор[7], занимавший незадолго до заговора Валерии Мессалины преторскую должность[8]. Был обвинён в соучастии в заговоре и казнён[8][7][6].